# Dent de Valerette
Dent de Valerette är en bergstopp i Schweiz.   Den ligger i distriktet Saint-Maurice och kantonen Valais, i den sydvästra delen av landet, 90 km söder om huvudstaden Bern. Toppen på Dent de Valerette är 2 027 meter över havet, eller 13 meter över den omgivande terrängen. Bredden vid basen är 0,16 km.
Terrängen runt Dent de Valerette är huvudsakligen bergig, men norrut är den kuperad. Närmaste större samhälle är Monthey, 5,4 km norr om Dent de Valerette. 
I omgivningarna runt Dent de Valerette växer i huvudsak blandskog. Runt Dent de Valerette är det ganska tätbefolkat, med 124 invånare per kvadratkilometer.